# Taira Inoue
Taira Inoue (井上 平 Inoue Taira?, nacido el 11 de abril de 1983 en Tokio) es un exfutbolista japonés. Jugaba de delantero y su último club fue el SC Sagamihara de Japón.

## Trayectoria

### Clubes
| Club          | País  | Año         |
| ------------- | ----- | ----------- |
| Tokyo Verdy   | Japón | 2007 - 2011 |
| FC Gifu       | Japón | 2012 - 2014 |
| SC Sagamihara | Japón | 2015 - 2016 |

## Estadística de carrera

### J. League
| Club          | Año   | J. League | J. League | Copa J. League | Copa J. League | Total | Total |
| Club          | Año   | Part.     | Goles     | Part.          | Goles          | Part. | Goles |
| ------------- | ----- | --------- | --------- | -------------- | -------------- | ----- | ----- |
| Tokyo Verdy   | 2007  | 12        | 0         | -              | -              | 12    | 0     |
| Tokyo Verdy   | 2008  | 3         | 0         | 3              | 0              | 6     | 0     |
| Tokyo Verdy   | 2009  | 15        | 5         | -              | -              | 15    | 5     |
| Tokyo Verdy   | 2010  | 21        | 0         | -              | -              | 21    | 0     |
| Tokyo Verdy   | 2011  | 10        | 3         | -              | -              | 10    | 3     |
| FC Gifu       | 2012  | 42        | 2         | -              | -              | 42    | 2     |
| FC Gifu       | 2013  | 3         | 0         | -              | -              | 3     | 0     |
| FC Gifu       | 2014  | 3         | 0         | -              | -              | 3     | 0     |
| SC Sagamihara | 2015  | 33        | 8         | -              | -              | 33    | 8     |
| SC Sagamihara | 2016  | 22        | 5         | -              | -              | 22    | 5     |
| Total         | Total | 164       | 13        | 3              | 0              | 167   | 13    |